# Haematopota nigrifrons
Haematopota nigrifrons är en tvåvingeart som beskrevs av Datta och Biswas 1977. Haematopota nigrifrons ingår i släktet Haematopota och familjen bromsar. Inga underarter finns listade i Catalogue of Life.